# 任孝恭
任孝恭（じん こうきょう、生年不詳 - 548年）は、南朝梁の官僚・文人。字は孝恭。本貫は臨淮郡臨淮県。

## 経歴
宋の南豫州刺史の任農夫の曾孫にあたる。幼くして父を失い、母に仕えて孝行なことで知られた。家は貧しく書物がなかったため、人に従って苦役し、書物を借りだしては学問に精励した。書物を一遍読むと、暗誦してほとんど忘れることがなかった。外祖父の丘它が武帝と旧交があったことから、武帝は孝恭の才能と学問あるのを聞いて、西省に召し入れ、史書を編纂させた。奉朝請を初任とし、寿光省に宿直した。司文侍郎となり、まもなく中書通事舎人を兼ねた。武帝の命を受けて「建陵寺刹下銘」を作り、また『武帝集』の序文を書いた。
太清2年（548年）、侯景の反乱軍が迫ると、孝恭は兵を集めて、蕭正徳に属し、南岸に駐屯した。蕭正徳が反乱軍に投降すると、孝恭は建康に入ろうとしたが、台城の門はすでに閉ざされていたため、逃れて東府に入った。11月、反乱軍の攻撃で東府城が陥落すると、孝恭は殺害された。文集が当時に通行した。

## 伝記資料
- 『梁書』巻50 列伝第44
- 『南史』巻72 列伝第62